# 葬式饅頭

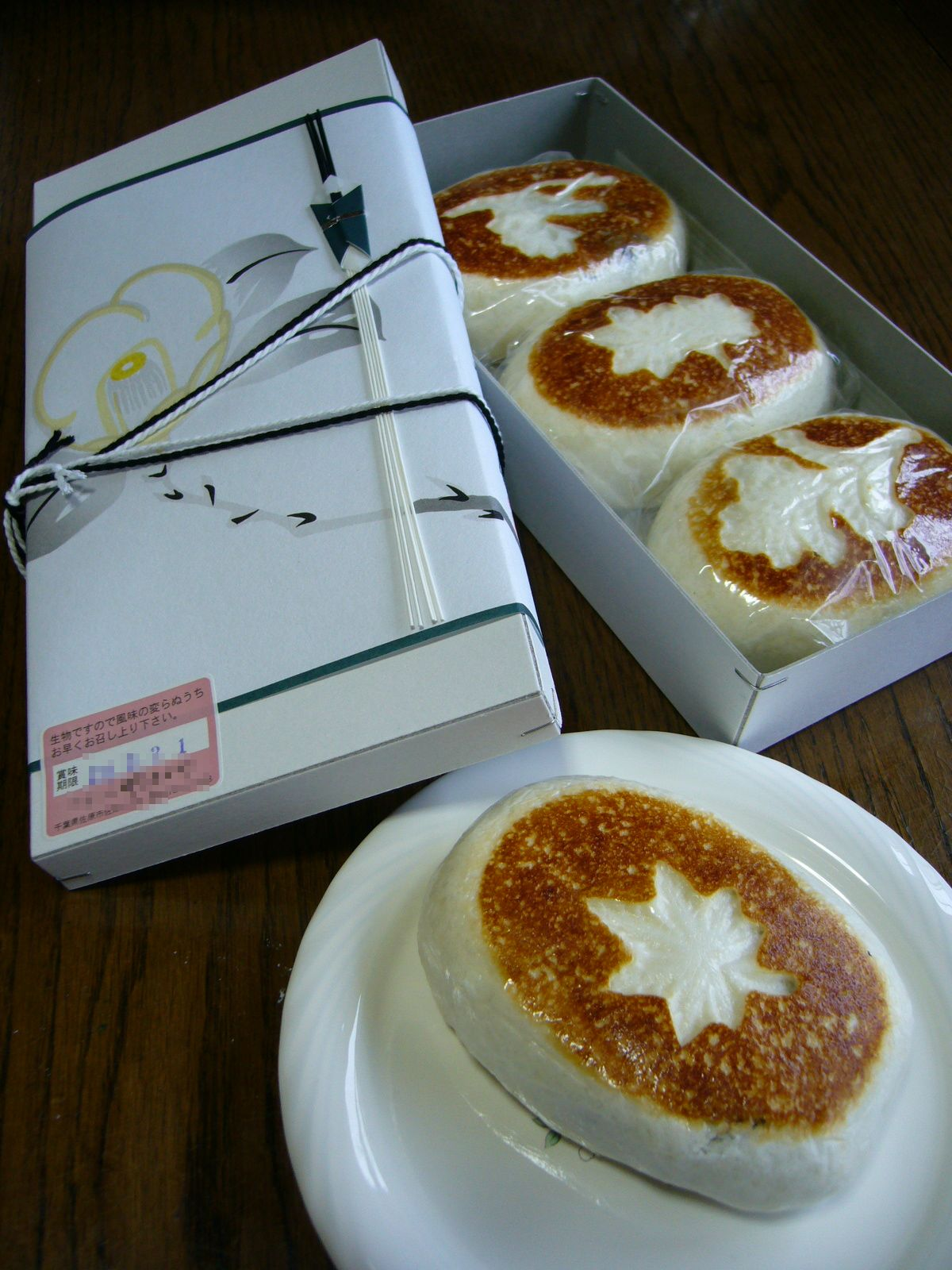
弔事で贈られる葬式饅頭（春日饅頭、関東）

葬式饅頭（そうしきまんじゅう）とは、弔事に提供される饅頭の総称。地域により饅頭の種類は異なり、春日饅頭、青白饅頭（関東）、黄白饅頭、おぼろ饅頭（近畿圏、中京圏）、中華まんじゅう（北海道）などがある。

## 背景
日本では葬式に際し「布施」や「慈悲」といった宗教的な背景から生じた様々な民俗的習慣による行為が行われるが、葬式饅頭もそのひとつである。背景には仏教的な思想の布施や慈悲の意識が強く影響している。葬式饅頭を配るのは、故人の所有していた財物を残された者に喜んでもらえる形にして返すという意味がある。人は生前には物欲を断ち切れずに、その結果、死後に財物を残す。遺族はせめて死後にその財産をあまねく世間に返すことで故人の滅罪を図り成仏することを祈る。こうした行為を仏教では布施と呼び、葬式饅頭もそのひとつの手段に過ぎない。このため、羊羹やおはぎで代用する地域もある。昔は甘いものは普段なかなか食べられなかったため、非常に尊ばれた。昭和40年代までは、全国的に小銭を入れたおひねりをたくさん準備しておき、墓地までの道すがら撒く、または乞食に施すといった事も行われた。
なお、静岡県遠州地方の「お平パン」や山陰地方の「葬式パン」のように葬儀や法事の引き出物として菓子・饅頭ではなくパンを用いる地域も存在する。